# Hình học không gian

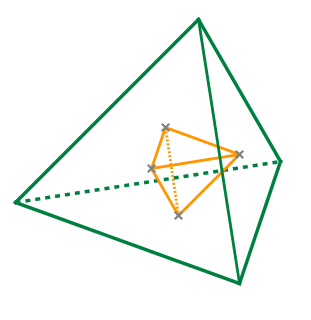
Hình tứ diện, một đối tượng thường gặp trong các bài toán hình học không gian.

Trong toán học và hình học, hình học không gian là một nhánh của hình học nghiên cứu các đối tượng trong không gian 3 chiều Euclid.
Hình học khối tích (Stereometry) nghiên cứu các phép tính về thể tích của nhiều khối đặc khác nhau (các khối trong không gian 3 chiều) bao gồm hình chóp, hình lăng trụ và các đa diện; hình trụ tròn; hình nón; hình cụt; và khối cầu giới hạn bởi mặt cầu.

## Lịch sử
Trường phái Pythagoras đã nghiên cứu đến các đa diện đều, nhưng các hình chóp, lăng trụ, hình nón và hình trụ tròn chưa được nghiên cứu cho đến tận khi trường phái Platon thực hiện. Eudoxus đã thiết lập các tính toán, chứng minh hình chóp và hình nón có thể tích bằng một phần ba của lăng trụ và hình trụ tròn với cùng đáy và cùng chiều cao. Ông có lẽ cũng là người đầu tiên khám phá ra chứng minh được thể tích của khối cầu tỉ lệ với lập phương của bán kính của nó.

## Các chủ đề
Các chủ đề chính trong hình học không gian và hình học khối tích bao gồm
- quan hệ giữa mặt phẳng và đường thẳng
- góc nhị diện và góc khối
- hình lập phương, hình hộp chữ nhật, hình khối lục diện
- tứ diện và các loại hình chóp
- Hình lăng trụ
- Đa diện 8 mặt đều, đa diện 12 mặt đều, đa diện 20 mặt đều
- Hình nón và hình trụ tròn
- mặt cầu
- và các mặt bậc hai: phỏng cầu, ellipsoid, paraboloid và hyperboloid.

Các chủ đề cao cấp bao gồm
- hình học xạ ảnh trong không gian 3 chiều (dẫn đến chứng minh định lý Desargues bằng sử dụng thêm 1 chiều không gian)
- mở rộng các đa diện đều
- hình học họa hình.

## Các kỹ thuật
Nhiều kỹ thuật và công cụ được sử dụng trong hình học không gian. Trong số đó, hình học giải tích và kỹ thuật giải tích vectơ đóng vai trò quan trọng khi cho phép áp dụng các tính chất của hệ phương trình tuyến tính và đại số ma trận để có giải quyết ở những chiều không gian lớn hơn.

Hệ tọa độ Descartes
Hệ tọa độ Descartes
Hệ tọa độ trụ
Hệ tọa độ cầu
Phép tính vectơ
Phép nhân ma trận

## Ứng dụng
Các định lý và tính chất của hình học không gian được ứng dụng trong đồ họa máy tính, định vị, tính toán thể tích, diện tích, kiến trúc và xây dựng,...